# Georgina Reilly
Georgina Reilly (ur. 12 lutego 1986 w Guildford, Surrey) – brytyjsko-kanadyjska aktorka filmowa i telewizyjna.
Występowała w roli Sabriny Reynolds z serialu obyczajowego The L.A. Complex. Wystąpiła również w innych filmach i serialach telewizyjnych jak Pontypool, This Movie Is Broken, Piękni, Republika Doyle’ów i wielu innych.
Jest wnuczką kanadyjskiego muzyka Tommy’ego Reilly’ego.
6 stycznia 2013 roku Reilly wzięła ślub z kanadyjskim aktorem Markiem O’Brienem, gwiazdą serialu Republika Doyle’ów.

## Wybrana filmografia
- 2006: Piękni jako dziewczyna #2 (odcinek Black Diamonds, White Lies)
- 2008: Pontypool jako Laurel-Ann Drummond
- 2009: Przypadki nastolatki jako Skye (odcinek How to Prove You're Actually a Nice Person...)
- 2010: This Movie Is Broken jako Caroline
- 2011: Republika Doyle’ów jako Cindy (odcinek Crashing on the Couch)
- 2012: The L.A. Complex jako Sabrina Reynolds
- 2012-2015: Detektyw Murdoch jako doktor Emily Grace
- 2019: Goalie jako Pat Morey